# کفر شلال
کفر شلال (به عربی: کفرشلال) روستایی است که در شهرستان صیدا در کشور لبنان واقع شده‌است.